# Stowmarket (stacja kolejowa)
Stowmarket (ang: Stowmarket railway station) – stacja kolejowa w miejscowości Stowmarket, w hrabstwie Suffolk, w Anglii. 
Stacja znajduje się na Great Eastern Main Line z London Liverpool Street do Norwich. Krzyżuje się tu z linią do Bury St Edmunds. Jest obsługiwane przez Abellio Greater Anglia.

## Historia
Stacja została otwarta przez Ipswich and Bury Railway w 1846 roku z budynkiem z czerwonej cegły zaprojektowanym przez Fredericka Barnesa. Budynki kolejowe, które są uznane za zabytki zostały w 1987 odnowione. Linia biegnąca przez stację została zelektryfikowana przez British Rail w 1985 roku.

## Charakterystyka
Mały sklep spożywczy na stacji sprzedaje ciepłe i zimne napoje, czasopisma, gazety, przekąski oraz papierosów znajduje się na peronie 2. osoby niepełnosprawne mogą poruszać się między peronami korzystając z przejście w poziomie torów.
Bocznicy w Marsh Lane, na południe od dworca, są wykorzystywane przez Bezpośrednich Rail Services jako lokomotywy punkcie postojowym.Biuro załogi znajduje się na Platformie 1 stacji.

## Połączenia
Pociągi Abellio Greater Anglia zatrzymują się w Stowmarket kursują między London Liverpool Street/Ipswich i Norwich, a inne połączenia to kursy między Ipswich i Cambridge lub Peterborough przez Bury St Edmunds.

## Linie kolejowe
- Great Eastern Main Line
- Ipswich to Ely Line